# ファナック
ファナック株式会社（英文社名: FANUC CORPORATION）は、日本を代表する大手電気機器メーカー。工場の自動化設備に特化したメーカーで、工作機械用CNC装置で世界首位（国内シェア7割、世界シェア5割）、産業用ロボットでも世界首位（世界シェア2割）。安川電機・ABBグループ・クーカとともに世界4大産業用ロボットメーカーを構成する。日本ロボット工業会に所属。山梨県南都留郡忍野村に本社を置き、富士山麓の敷地には本社機能のほか、研究所・工場・厚生施設などを集約している。かつては古河グループに所属していた。日経平均株価およびTOPIX Large70、JPX日経インデックス400の構成銘柄の一つ。

## 沿革
- 1956年 - 日本の民間企業で初めてNCとサーボの開発に成功。
- 1972年 - 5月、富士通の計算制御部から、富士通の子会社として独立。当時の社名は「富士通ファナック株式会社」であった。
- 1976年 - 11月、東京証券取引所2部に上場。
- 1977年 - 米国に現地法人FANUC AMERICA CORPORATIONを設立。
- 1982年 - 7月、社名を「ファナック株式会社」に変更。
- 1983年 - 9月、東京証券取引所1部に指定替え。
- 1984年 - 7月、明仁親王（当時）が会社を視察。
- 1985年 - FANUC Series 0が完成。
- 1986年 - 10月13日、昭和天皇が本社に行幸
- 1986年 - 米国ゼネラル・エレクトリック社との共同出資により、GE Fanuc Automation Corporation を設立。
- 1991年 - ドイツに現地法人FANUC EUROPE GmbH を設立。
- 1992年 - 合弁会社FANUC INDIA PRIVATE LIMITED、合弁会社北京ファナック有限公司を設立。
- 2000年 - ファナック厚生年金基金を設立。
- 2003年 - FANUC VIETNAM LIMITEDを設立。
- 2012年 - ファナック健康保険組合を設立。
- 2015年 - 協働ロボットCR-35iAが完成。ファイバレーザが開発。
- 2016年 - 6月1日、栃木県壬生町工場が竣工[10]。
- 2016年 - 6月29日、稲葉善治社長が会長兼CEOに退き、山口賢治副社長が社長兼COOに昇格[11]。
- 2018年 - 1月、日立製作所およびPreferred Networksと、合弁会社Intelligent Edge Systemの設立に合意。
- 2018年 - 3月、ライフロボティクスの全株式を買収し、完全子会社化[12]。
- 2018年 - 6月までに法人としてのライフロボティクスを解散、同社製であったCOROの販売を中止し、以後既販売分を回収して自社製品へ無償交換[13]。

## 歴代社長
- 稲葉清右衛門：1975年 - 1995年
- 野澤量一郎：1995年 - 1999年
- 小山成昭：1999年6月 - 2003年6月
- 稲葉善治：2003年6月 - 2016年6月
- 山口賢治：2016年6月 - 現職

## 技術・製品
主力商品は、工作機械用CNC装置や産業用ロボットである。研究開発に注力しており、全従業員の約3分の1を研究員が占めている。特許競争力も高い。
「壊れない、壊れる前に知らせる、壊れてもすぐ直せる」というスローガンを掲げており、製品の信頼性の高さを売りにしていて、2016年には面積2万2000平米 (m2)という大規模な信頼性評価施設を新設した。機械が故障する前に保守を行えるようにするために、故障予知技術の開発にも着手している。また、全ての製品の「生涯保守」を宣言しており、たとえ30年以上前に作られた製品であっても、ユーザが使用を続ける限り修理できる体制を整備している。

### CNC
工作機械用CNC (Computerized Numerical Control) 装置では世界シェアの半数を占めており、特許総合力でも2位に評価されている。競合している企業はドイツのシーメンスや三菱電機（メルダス）、安川電機（ヤスナック）である。工作機械の制御の中核を成すサーボモータとCNCを一社で販売し、NCプログラミングにおいて日本国内のGコードのデファクトスタンダードを押さえたことが強みとなっている。

### モーター
主に工作機械の送り軸に使われる同期電動機（同期モータ）や主軸に使われる誘導電動機（誘導モータ）を開発・販売しており、黒いボディと赤いエンコーダカバーが同社製の目印になっている。DCモーターはエンコーダカバーが黄色である。また、ビルトインモータ、リニアモータもラインナップしている。

### レーザー
金属加工用の炭酸ガスレーザでは世界トップクラスの高いシェアを占めている。近年はファイバレーザにも参入し、同社のCNC装置や産業用ロボットとの連携機能を強化することで、シェアの拡大を図っている。2015年には古河電気工業と合弁会社のFFレーザを設立した。
2017年には金属3Dプリンター向けの中核ユニットへの参入が報道された。CNC、ファイバレーザ発振器、（レーザを導く）スキャナをワンストップで提供することで、高い造形精度や生産性を実現できるとしている。

### ロボット
産業用ロボットにおいても高い技術力を持ち、アーク溶接、スポット溶接およびパレタイジングに用いられる垂直多関節ロボットに強く、大型の機種も揃える。基幹部品である制御装置とサーボモータは内製化されている。特許競争力も垂直多関節ロボットではトップの実力を持つ。2005年には視覚や力覚を持つ知能ロボットを投入し、セル生産システムなども実現している。
近年はパラレルリンクロボットである「ゲンコツロボット」を投入しており、パラレルリンクロボットの特許競争力も総合2位に評価されている。2015年に発売した M-2000iA は、2.3トンという世界最大の可搬重量を誇る6軸垂直多関節ロボットであり、世界で唯一完成車を持ち上げることが可能である。2017年に発表されたスカラロボットは後発となるが、業界最高の搬送速度を誇る。
2015年には、協働ロボットの CR-35iA を発表した。産業用ロボットは法律上、安全柵で囲って使用しなければならないが、人と接触すると停止する機能を具備した協働ロボットは、安全柵で囲む必要がない。そのため、人とロボットが共存する柔軟な製造ラインを組める。CR-35iA は、協働ロボットの中では業界最高となる 35 kg の可搬を実現している。同社のロボットの多くは、コーポレートカラーである黄色に塗装されているが、協働ロボットは見た目ですぐに安全だと分かるように、緑色に塗装されているのが特徴である。
また、ファナックのほぼ全ての商品は国内で開発・製造されているが、防爆仕様の塗装用ロボットだけは例外的に米国子会社のFANUC Americaで開発・製造されている。

### ロボマシン
ロボドリル（小型切削加工機）、ロボショット（電動射出成形機）、ロボカット（ワイヤカット放電加工機）、ロボナノ（超精密ナノ加工機）は総称してロボマシンと呼ばれている。ロボマシンの制御には同社製のCNCとサーボモータが用いられている。ロボドリルはiPhoneの筐体加工に用いられたため、iPhoneの人気により需要が急増し、2010年代前半のファナックの業績を大きく押し上げた。

### FIELD system
2016年4月には製造業向け IoT (Internet of Things) プラットフォームである「FANUC Intelligent Edge Link and Drive (FIELD) system」の開発を発表した。FIELD systemを導入することで、複数台のロボットの学習情報を共有して学習時間を短縮したり、機械に取り付けられたセンサの情報をディープラーニングで解析することで故障予知が可能になるとしている。FIELD systemの発表当初から米シスコシステムズ、米Rockwell Automation、東京大学発ベンチャー企業のPreferred Networksが開発に加わっており、さらに同年7月にはNTTが、同年10月にはNVIDIAが加わった。2016年8月には、FIELD systemに参画するパートナー企業向けイベント「FIELD system Partner Conference」が開催され、トヨタ自動車や日立製作所、本田技研工業など約200社が参加した。
2018年1月31日には、日立製作所およびPreferred Networksと、合弁会社Intelligent Edge Systemの設立に合意した。日立製作所のOT, ITを取り込むものとみられる。

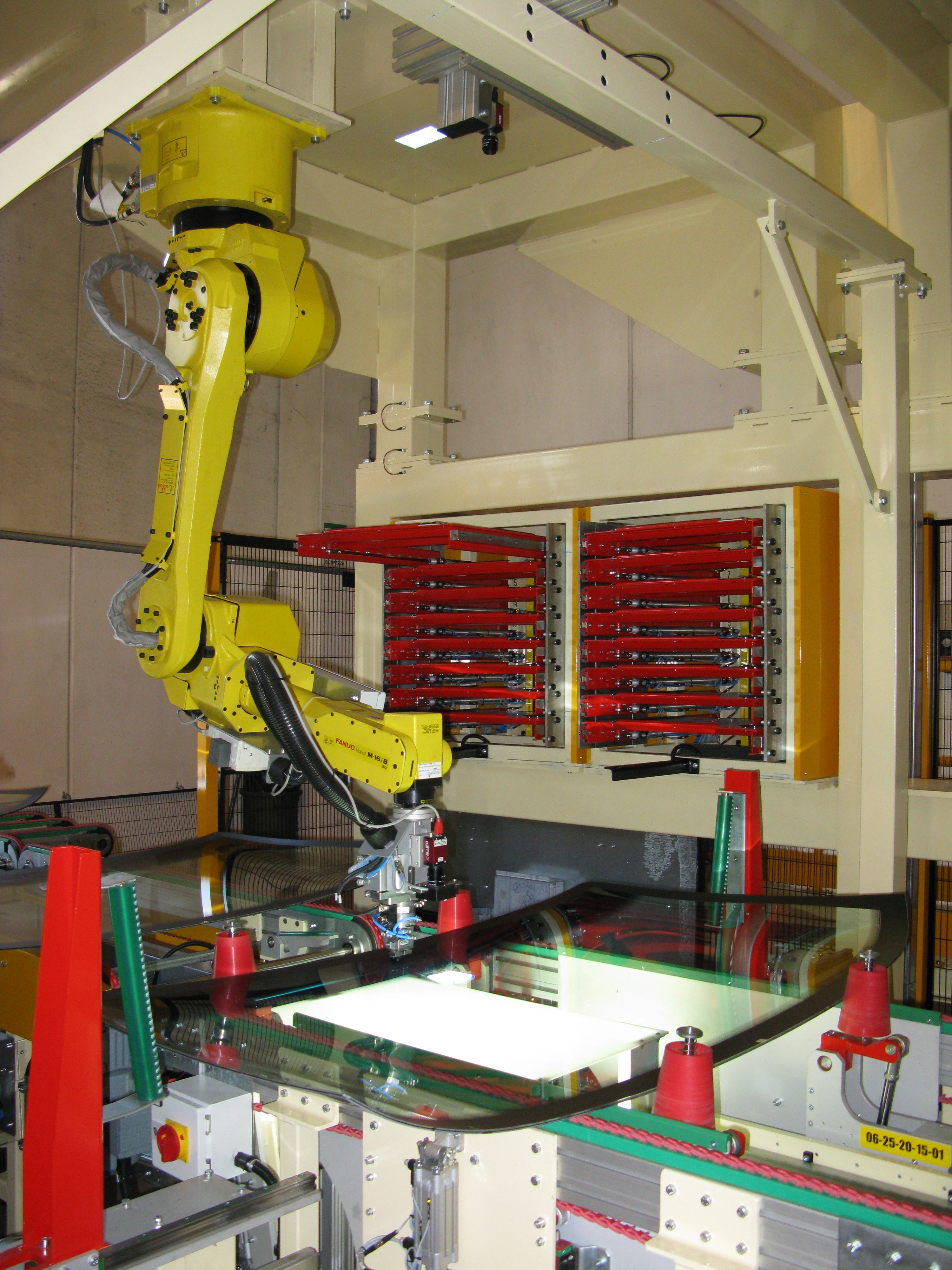
パレタイジング適用事例

## 特徴

### シンボル
欅の樹である。

### 社名
社名のFANUCは「Fuji Automatic NUmerical Control」の頭字語である。

### 高シェア
ファナックは、工作機械用CNC（コンピューター数値制御）装置や産業用ロボットなどの市場占有率で、群を抜く企業である。CNC装置においては、世界シェアの約50%を有すると言われ、日本でのシェアは実に70%に達する。産業用ロボットにおいても、世界シェアの18.5%を握り、こちらも世界首位である。

### 高利益
サーボモータやビジョンセンサなどの内製化や、自社工場内での自社製産業用ロボットの効率的な活用により、競合他社に対して圧倒的競争優位を示している。2017年度の業績は、売上高7266億円、経常利益2495億円で、利益率は34.3%という、製造業屈指の高水準である。
技術流出防止などの目的で、日本での生産にこだわっており、半製品から組立を行ってる中華人民共和国の拠点を除き、山梨県の本社工場でほぼ全量を生産している。世界への販売比率は8割であり、中華人民共和国や大韓民国への輸出が多いが、円建て決済を取り入れているため、為替レートの円高の影響を受けにくい。
また、創業以来「技術を磨くことに集中して、財テクには手を出さない」という方針を守り続けている。その方針と高利益を上げ続けたことが相まって、2015年には、ネットキャッシュが日本企業で当時最高の9356億円に上った。しかし、2016年はネットキャッシュが8316億円で日本企業で4位、2017年は7743億円で日本企業で5位と減少傾向にある。

### 曙館
1986年10月13日に昭和天皇が行幸した際の記念碑、および近代化の歴史資料などが収められている。

### 株主
親会社であった富士通が徐々に持株比率を低下させたことにより、同社の関連会社ではなくなった。2009年8月にファナックによる自己株式取得に応じて富士通の保有の全株式 (5%) が譲渡され、完全に独立することになった。富士通に次いで4.43%の株式を有していた同じく古河グループの富士電機も2010年5月に大多数を売却して、古河グループとの関係性が薄くなり、2021年時点では古河グループに含まれていない。2016年7月29日、日本の公的年金を運用する年金積立金管理運用独立行政法人（GPIF）が2015年3月末時点で保有していた株式や債券の銘柄を公表した。その中にはファナックの株式が、当時の時価総額で3679億円分含まれていた。

### ファナックアカデミ
ファナック学校、ファナックトレーニングセンタの後継としてファナックアカデミが作られた。ファナックアカデミは、NC工作機械やロボットを扱うユーザー向けの研修施設である。以下の3つの課がある。
- FA課
- ロボット課
- ロボマシン課

2～5日間で学べる多くのコースが用意されており、宿泊施設も備える。現在は本社地区のほか、名古屋分校がある。また、以前はファナック・ロボット学校が大分県に設置されていた。

### コーポレートカラー
ファナックのコーポレートカラーは黄色である。商品、建物、従業員の制服、社宅、独身寮、ウェブページの背景、営業車から原動機付自転車、社有のバス、トラック、更にはテーブルクロス、箸袋までが黄色になっている。
黄色がコーポレートカラーになった由来は、ファナックが富士通の一事業部だった時代に、富士通が事業部ごとの報告書などを区別しやすいように色分けしており、富士通ファナック（当時）に黄色が割り当てられたこととされる。
実質創業者の稲葉清右衛門は、黄色を使う会社がとても少なく、目立つ色であり、「皇帝の色」、「気違いの色」、「要注意の色」という意味を持つことから、黄色を気に入り、徹底的に使うようになった。
本社の建物は富士箱根伊豆国立公園内にあるため、景観保護の制約で、一部建物は黄色でないものもある。

### ファナックの森
ファナックの本社は、富士山の麓、海抜1,000メートルの森の中に位置している。ここには各種工場・研究所・社員用施設などがあり、会社の機能のほぼ全てが集約されている。周辺52万坪 (172万平米)に広がる森は「ファナックの森」と呼ばれており、会社のすぐ近くに、リス・ウサギ・シカ・タヌキ・キツネといった、野生動物が生息している。森には「ファナック通り」という通りや「ファナック前」というバス停もある。
東京都日野市からの本社移転の際には自然保護のため、森の木は一本も切らずに全て移植された。工場の向きがまちまちなのは、なるべく移植する木を減らすためである。とりわけロボットシステム工場の建設時には、2,000坪 (6,600平米)に広がる木とその下の腐葉土を、膨大な費用を費やし 300メートル移動させるという、大規模な工事がなされた。
施設を覆う柵は、英スコットランドのエディンバラのホリールード宮殿にある、メアリー女王の浴室脇のフェンスを参考にしてデザインされており、「最新鋭の技術と森の自然を守る」という意味が込められている。

### ウェブサイトの閉鎖
2011年1月から7月まで、日本語版（日本法人）のウェブサイトが閉鎖され、東証1部上場で2011年3月期に連結で4462億円を売り上げた大企業としては異例ともいえる状況となった。2020年現在はウェブサイトを閲覧することができる。

### IRの中止
証券アナリストや記者を対象にした2011年3月期の決算説明会を中止した。2013年の新春号の四季報では「IR不全」との見出しが付けられ、「対面及び電話の個別取材不可、書面問い合わせにも沈黙貫く」と記載された。

### 役員の変動と創業者の解任
2013年、社外取締役が導入された他、35歳の稲葉清典が取締役に就任した。稲葉清右衛門相談役・名誉会長が経営本部長、研究本部長、及び関連会社の代表から“解任”されるというニュースが世間を騒がせた。

### リスク
富士山直下に本社、研究所、工場、厚生施設などが立地しているため、2011年の東日本大震災以降、危機的状況にあるという指摘もある富士山噴火や南海トラフ巨大地震が発生した場合に被害を予想する意見がある。

## 組織

### 事業部など
- 経営統括本部
- 研究統括本部
- FA事業本部
  - ハードウェア研究所
  - ソフトウェア研究所
  - サーボ研究所
  - レーザ研究所
- ロボット事業本部
  - ロボット研究所
- ロボマシン事業本部
  - ロボドリル研究所
  - ロボショット研究所
  - ロボカット研究所
  - ロボナノ研究部
- 製造統括本部
- サービス統括本部

### SR部
2015年3月、SR (Shareholder Relations) 部を設立した。株主との対話を推進するためである。

## 事業所

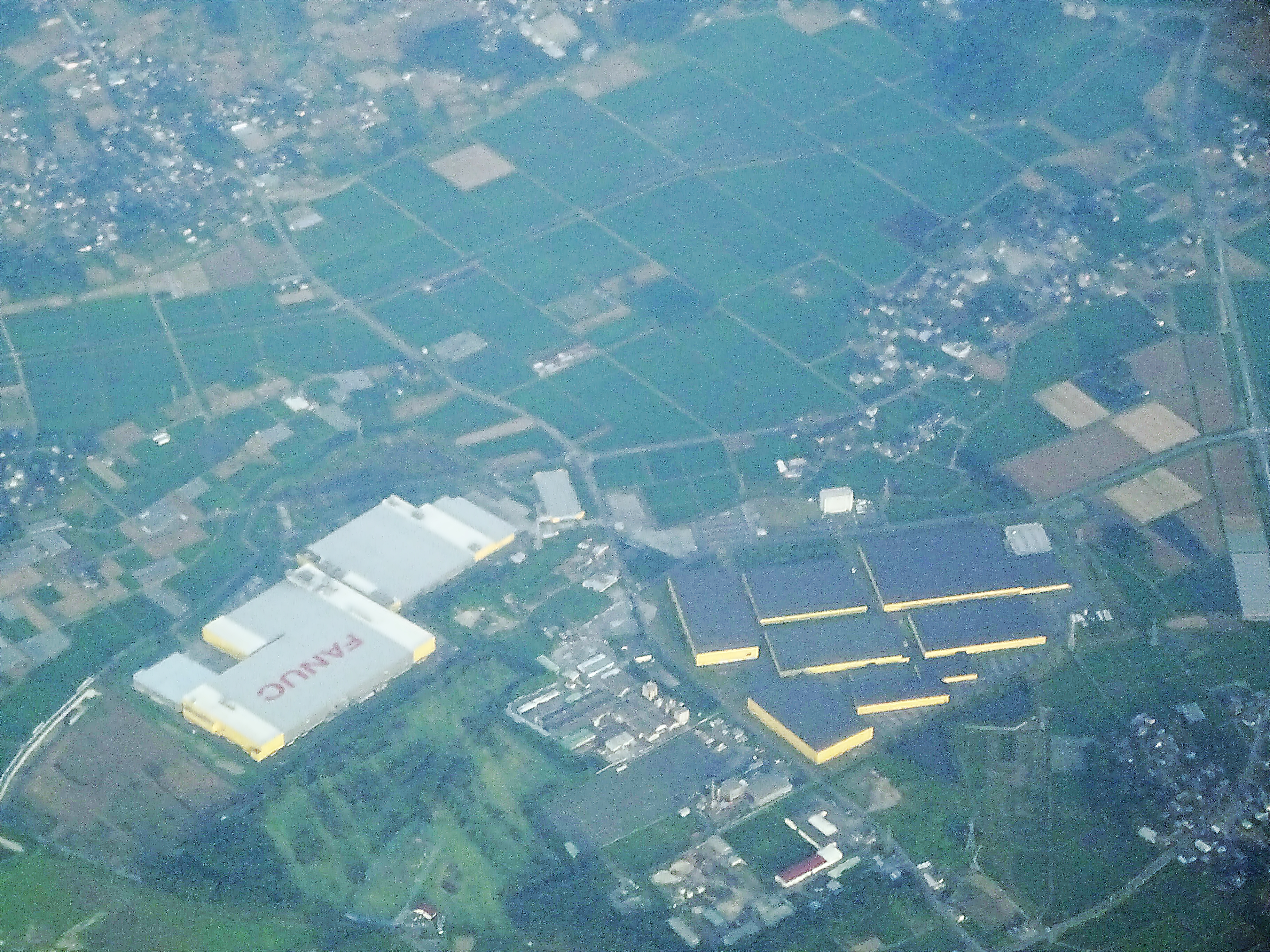
筑波工場（筑西市）を空撮

- 本社・支社

本社（山梨県南都留郡忍野村）、日野支社（東京都日野市）
- 工場

本社工場（忍野村）、筑波工場（茨城県筑西市）、隼人工場（鹿児島県霧島市）、壬生工場（栃木県下都賀郡壬生町）
- テクニカルセンター

中央テクニカルセンター（忍野村）
- 支店

北海道支店（北海道江別市）、東北支店（宮城県仙台市）、筑波支店（茨城県つくば市）、前橋支店（群馬県前橋市）、越後支店（新潟県見附市）、白山支店（石川県白山市）、大阪支店（大阪府大阪市）、中国支店（岡山県岡山市）、広島支店（広島県広島市）、九州支店（熊本県菊池郡菊陽町）
- サービスセンタ

浦和サービスセンタ（埼玉県さいたま市）、横浜サービスセンタ（神奈川県座間市）、長野サービスセンタ（長野県茅野市）、浜松サービスセンタ（静岡県浜松市）、名古屋サービスセンタ（愛知県小牧市）、安城サービスセンタ（愛知県安城市）、富山サービスセンタ（富山県射水市）、枚方サービスセンタ（大阪府枚方市）、小倉サービスセンタ（福岡県北九州市）

## 主要子会社
- FANUC America Corporation（アメリカ合衆国・ミシガン州）
- FANUC Europe Corporation（ルクセンブルク・エヒテルナハ）
- KOREA FANUC CORPORATION（韓国・慶尚南道）
- TAI WAN FANUC CORPORATION（台湾・台中市）
- FANUC INDIA PRIVATE LIMITED（インド・カルタナカ州）
- SHANGHAI-FANUC Robomachine CO., LTD.（中国・上海市）
- ファナックパートロニクス株式会社（長野県茅野市）
- ファナックサーボ株式会社（三重県津市）

## 主要人物
- 稲葉清右衛門 - 社長、会長、名誉会長を歴任した。工学博士である[73]。富士通の制御部からの事実上の創業者である[74]。
- 稲葉善治 - 稲葉清右衛門の息子で、現会長兼CEO、工学博士である[75]。いすゞ自動車の出身である[76]。
- 稲葉清典 - 稲葉清右衛門の孫で、稲葉善治の息子である。現取締役専務執行役員である[76]。2013年6月に35歳と最年少で同社取締役に就任した[62]。
- 榊原伸介 - 同社ロボット研究所名誉所長、工学博士である[77]。日本機械学会のフェロー、日本ロボット学会のフェローである。